# Shadoe Stevens
Pour les articles homonymes, voir Stevens.
Shadoe Stevens est un acteur américain né le 3 novembre 1947 à Jamestown, Dakota du Nord (États-Unis).

## Filmographie
- 1977 : Hamburger Film Sandwich (The Kentucky Fried Movie) : Voice Overs (voix)
- 1978 : Hot City (série télévisée)
- 1986 : Charlie Barnett's Terms of Enrollment (vidéo) : L.A. Vice Cop #1 / Spokesperson
- 1988 : Traxx : Traxx
- 1990 : Wake, Rattle & Roll (série télévisée) : Announcer (voix)
- 1990 : Max Monroe (série télévisée) : Det. Max Monroe (1990)
- 1992 : Mr. Saturday Night de Billy Crystal : Fred
- 1993 : Le Monde de Dave ("Dave's World") (série télévisée) : Kenny Beckett (1993-1997)
- 1995 : A Bucket of Blood (TV) : Maxwell
- 2003 : Weird TV (série télévisée) : Voice of the Weird Eye (voix)
- 2005 : Sharkskin 6 : Steve Skylar